# Annibale Bugnini
Annibale Bugnini (14. června 1912, Baschi, Umbrie – 3. července 1982, Řím) byl italský římskokatolický kněz, člen řádu lazaristů, vůdčí osobnost liturgické reformy proběhlé po druhém vatikánském koncilu a hlavním autorem nové, tzv. Novus Ordo mše.

## Život
Pocházel z Umbrie, na kněze byl vysvěcen v roce 1936. Deset let strávil jako farář na předměstí Říma. V roce 1947 se stal redaktorem liturgického časopisu Ephemerides Liturgicae, od roku 1949 přednášel liturgiku na Papežské městské univerzitě, později na Papežské lateránské univerzitě.
V roce 1948 ho papež Pius XII. jmenoval sekretářem Komise pro liturgickou reformu. V roce 1951 vydala tato komise nový obřad slavení Velikonoční vigilie, v roce 1955 obřady pro zbytek Svatého týdne, v roce 1961 vyšel nový breviář a v roce 1962 nový misál.
V roce 1960, po vyhlášení Druhého vatikánského koncilu, byl Bugnini jmenován sekretářem Papežské přípravné komise pro liturgii, která připravila konstituci Sacrosanctum Concilium, hlavní dokument nové liturgické reformy. V roce 1964 byl jmenován sekretářem Consilia pro provedení liturgické konstituce, v němž působil až do jeho zrušení v roce 1975. V roce 1972 byl jmenován titulárním arcibiskupem dioklecianejským, což je spojené s titulem monsignore.
V roce 1976 byl vyslán jako pronuncius do Íránu, kde získal hlubokou znalost místní kultury. Napsal také dvě knihy, La chiesa in Iran (Církev v Íránu, 1982) a La riforma liturgica 1948–1975 (Liturgická reforma 1948–1975, 1983).

## Vnímání
Bugnini jako hlavní autor značně diskutované nové podoby liturgie (mše Pavla VI.) zůstává v katolickém prostředí vysoce kontroverzní osobností, jeho podíl na reformách vyvolal značnou kritiku zejména ze strany katolických tradicionalistů.
Byl obviňován z toho, že sám byl svobodným zednářem.
Spekulace o jeho příslušnosti ke svobodnému zednářství (svobodní zednáři jsou katolickou církví exkomunikováni latae sententiae, tj. činem samotným bez formálního vyhlášení exkomunikace) nejsou potvrzeny, sám je ve své knize La riforma liturgica 1948–1975 odmítl.
Andrea Rose, významný italský liturgik tradicionalističtějšího směru, Bugniniho hodnotí jako „povrchního člověka bez jakékoli hloubky myšlení, loutku Pavla VI“.